# Окоп (Лубенский район)
Окоп (укр. Окіп) — село, Окопский сельский совет, Лубенский район, Полтавская область, Украина.
Код КОАТУУ — 5322885401. Население по переписи 2001 года составляло 579 человек.
Является административным центром Окопского сельского совета, в который, кроме того, входит село Селюков.
В Центральном государственном историческом архиве Украины в Киеве хранится метрическая книга села Окоп от 1763 года.

## Географическое положение
Село Окоп находится на правом берегу реки Сулица,
выше по течению на расстоянии в 3 км расположено село Жданы,
ниже по течению на расстоянии в 8 км расположено село Висачки.

## Экономика
- Молочно-товарная ферма.[источник не указан 1526 дней]
- «Окоп», ООО.[источник не указан 1526 дней]